# Le Rêve du pecheur
Singles de Laurent Voulzy
Carib Islander
(1992) Le Pouvoir des fleurs
(1993)
Le Rêve du pecheur, parfois incorrectement nommée Le Rêve du pêcheur, est une chanson de Laurent Voulzy. Elle paraît sur l'album Caché derrière (1992) puis en single avec Two to Tango sur la face B.
Le terme « pecheur » du titre ne comporte pas d'accent puisqu'il joue sur le double sens « pêcheur » (de poissons) et « pécheur » (qui commet des péchés).

## Classement
| Classement (1993)             | Meilleure place |
| ----------------------------- | --------------- |
| France (SNEP)                 | 37              |
| Québec (Palmarès Francophone) | 14              |